# 8199 Takagitakeo
8199 Takagitakeo eller 1993 XR är en asteroid i huvudbältet som upptäcktes den 9 december 1993 av den japanska astronomen Takao Kobayashi vid Ōizumi-observatoriet. Den är uppkallad efter Takeo Takagi.
Den tillhör asteroidgruppen Adeona.